# Guerra luso-leonesa (1130-1137)
La guerra luso leonesa del 1130 al 1137 fue el primer conflicto armado entre España (como el Reino de León) y Portugal, (como el Condado Portucalense) el cual tuvo lugar primordialmente en la región de Galicia. Esta guerra tuvo lugar durante los reinados de Alfonso VII y Alfonso Henríquez, y tuvo origen por las pretensiones territoriales de Alfonso Henríquez sobre Galicia y la idea de formar un reino independiente portugués, objetivo que se lograría más tarde tras el Tratado de Zamora. La guerra finalizó con la firma del Tratado de Tuy, en el cual se firmó la rendición absoluta de Alfonso Henríquez.

## Antecedentes
En 1128, Alfonso Henríquez derrotó a los hombres de Teresa de León y de su favorito, el conde Fernando Pérez de Traba en la batalla de San Mamede. Tras esta batalla, Alfonso Henríquez. pasó a ser el nuevo conde Portucalense, con el apoyo de la nobleza portuguesa. Este, no reconoció la autoridad real de su primo Alfonso VII de León. Tras obtener la autoridad sobre el territorio del Condado Portucalense, prentendió expandir el condado más allá de sus horizontes, hacia el norte, el plan era capturar Tuy, Orense y otras localidades gallegas, las cuales, habían sido anteriormente gobernadas por Teresa de León y Enrique de Borgoña antes de ser confiscados por el rey Alfonso VII de León. Dos años después de tomar el trono del condado, comenzó su campaña militar para tomar el trono de, esta vez, el Reino de Galicia perteneciente al Reino de León.

## Desarrollo del conflicto

### Primera campaña de Galicia (1130)
En 1130, Alfonso Henríquez decidió aprovechar el reciente conflicto entre León y Navarra para llevar a cabo un ataque organizado sobre Galicia. El rey Alfonso VII al estar ocupado en suelo navarro, tuvo que enviar un comunicado a los nobles gallegos con tal de que se debían ocupar de formular una defensa organizada para frenar los ataques lusos sobre su territorio, sin embargo, debido a discordias y conflictos internos, muchos nobles gallegos renunciaron a su fidelidad hacia Alfonso VII para unirse a la iniciativa conquistadora de Alfonso Henríquez, lo cual hizo posible que Alfonso Henríquez saliera ileso de sus campañas. 

### Tregua y rebelión de Bermudo Pérez de Traba (1131)
Teresa de León, exgobernadora del Condado Portucalense, falleció en 1130, por lo que toda oposición a Alfonso Henríquez (fieles a Teresa) fue eliminada del condado. Para esta fecha se estableció una tregua entre portugueses y leoneses. En 1131 Fernando Pérez de Traba se encontraba en Portugal para asistir a los funerales de su amante en la Catedral de Braga, en presencia del obispo de Oporto, Paio Mendes, su antiguo rival, el conde de Celanova, el archidiácono Telo y algunos otros nobles y clérigos incluso donaron a la catedral de Coímbra una propiedad en São Pedro do Sul, que anteriormente le pertenecía fue entregado por Teresa y delimitado por Alfonso Henríquez. Fernando Pérez era hermano del señor de Viseu y Seia, Bermudo Pérez de Traba, que estaba casado con una hermana de Alfonso Henríquez desde los tiempos de Teresa. Desde el castillo de Seia, en la Sierra de la Estrella, decidió ayudar a su hermano contra el joven príncipe. El duque intentó efectuar una rebelión entre los nobles infieles a Alfonso, pero reaccionó rápidamente y se dirigió con su anfitrión a Seia, desde allí expulsando del territorio tanto a Bermudo como a Fernando Pérez de Traba. Los dos se unieron al servicio de Alfonso VII y luego lucharían contra Alfonso. Sin embargo, todavía en octubre de 1131, Bermudo Pérez acudió a la corte de Alfonso Henríquez, lo que demuestra que las relaciones entre ambos no se vieron tan afectadas como podría parecer.

### Segunda campaña de Galicia (1132)
La guerra reanudó en 1132 y no fue hasta 1135 que cesaron las nuevas campañas lusas en Galicia. Los portugueses entraron por la región norte de Limia, sin embargo, allí fueron derrotados por los soldados de Rodrigo Vélaz y Fernando Pérez de Traba, viéndose obligados a regresar a Portugal. 
Sin embargo, cuando Alfonso VII se disponía a efectuar una contraofensiva contra las fuerzas lusas, estalló entre sus dominios una revuelta encabezada por el conde Gonzalo Peláez, el cual resultó derrotado y encarcelado en el castillo de Aguiar. De allí huyó y se refugió en Portugal, siendo acogido por Alfonso, quien le cedió varias tierras.

### Tercera campaña de Galicia (1133)
Alfonso Henríquez no desistió de sus intenciones respecto a Galicia. En 1133 cruzó de nuevo el río Miño y se apoderó de la región de Límia, en cuyos castillos colocó nuevos alcaldes y construyó también un nuevo castillo en Celmes, del que salió bien guarnecido con hombres y pertrechos, regresando luego a Portugal. El castillo, sin embargo, fue rápidamente atacado por Alfonso VII y tomado, antes de que pudieran llegar refuerzos de Portugal, siendo encarcelados sus ocupantes, y perdiendo así la región de Limia.
Alfonso VII se retiró entonces de Limia para ocuparse de importantes cuestiones políticas, pues el rey Alfonso I de Aragón había muerto y el 4 de julio de 1135, Alfonso VII en las Cortes reunidas en León asumió el elevado título de emperador de España. La ceremonia contó con homenajes del nuevo rey de Aragón Ramiro II, el rey de Pamplona García Ramírez, el conde Ramón Berenguer IV de Barcelona, el conde de Tolosa Alfonso Jordán, el conde de Montpellier Guilherme y emires moros, como el antiguo príncipe de Zaragoza Abdu al-Malik, pero no Alfonso Henríquez, omisión audaz que revelaba su repudio a la autoridad de su primo. En cambio, se dirigió al sur para fundar el castillo de Leiria en diciembre, una vanguardia para Coímbra, cuyo mandato se suponía que ayudaría a proteger al reino frente a los ataques musulmanes provenientes de Santarém, además de amenazar el territorio musulmán.

### Alianza con Navarra. Cuarta campaña de Galicia (1137)
Tras la derrota de Celmes, el conde Alfonso Henríquez comenzó un proyecto de reclutamiento, donación de tierras, concesión de cartas puebla, restauración de iglesias y monasterios y administración de justicia.
En 1137, el rey de Navarra murió y le sucedió en el trono García IV, quien se negó a rendir lealtad al emperador Alfonso VII y así estalló la guerra entre ambos. Alfonso aprovechó la oportunidad para establecer una alianza con García VI y así invadió una vez más Galicia. Al entrar en Galicia, a su ejército se unieron numerosos nobles gallegos adscritos a Portugal. El conde de Tuy Gómez Nuñez de Pombeiro y el conde de Límia Rodrigo Pérez de Traba el Velloso eran partidarios de Alfonso Henríquez y se pusieron de su lado, pero el alcalde de Alhariz Fernando Anes defendió enérgicamente su castillo.
Alfonso regresó brevemente a Portugal para reforzar su ejército y luego, dirigiéndose hacia el río Sil, el conde de Sarria Rodrigo Vélaz y Fernando Pérez de Traba se enfrentaron a él con sus huestes pero ambos fueron derrotados en la batalla de Cerneja.
Galicia se encontraba casi en su totalidad ocupada por las fuerzas lusas hasta que Alfonso recibió noticias alarmantes desde el sur: amenazados por los ataques de Paio Guterres, los musulmanes, comandados por Esmar, se disponían a atacar Leiria. Sin embargo, informado de la derrota de sus vasallos en Cerneja y negociando la paz con el rey de Navarra, el Emperador Alfonso rápidamente se dirigió personalmente a Galicia con una pequeña hueste y reconquistó Tuy, Toroño y Límia. Posteriormente, convocó a los nobles gallegos y al arzobispo de Santiago de Compostela para reunir su tesorería y unirse a él en una expedición militar a gran escala en suelo portugués.
La nobleza gallega, sin embargo, se mostró reacia a apoyar al emperador. Fuertemente amenazado tanto al sur como al norte, Alfonso Henríquez se dirigió entonces a Tuy acompañado por el arzobispo de Braga y el obispo de Oporto para proponer la paz a su primo, este último acompañado por los obispos de Segovia, Tuy y Orense. Finalmente, Alfonso VII decidió aceptar la propuesta de paz de su primo Alfonso Henríquez. Este tratado de paz fue nombrado como Tratado de Tuy.